# Chester Newton
Pour les articles homonymes, voir Newton.
Chester Newton (né le 18 septembre 1903 à Canby (Oregon) et mort le 11 mai 1966 à Oregon City (Oregon)) est un lutteur sportif américain.

## Biographie
Chester Newton obtient une médaille d'argent olympique, en 1924 à Paris en poids plumes.